# 張富美 (演員)
張富美（6月5日—），中華民國女演員、畫家、藝術家，臺灣嘉義市人。1978年參加臺灣電視公司全省新人招考，獲得錄取。出道作品是電視劇《慈母心》（1978年）。

## 電影
- 1981年《上海社會檔案》
- 1982年《痴情奇女子》
- 1983年《金門女兵》
- 1984年《冷眼殺機》
- 1986年《我們都是這樣長大的》
- 1987年《大頭兵2》
- 1990年《狼煙》
- 1993年《青春無悔》

## 電視連續劇
- 1981年台視 楊麗花歌仔戲《朱洪武與劉伯溫》飾葛小秋
- 1983年台視《向太陽挑戰》
- 1984年台視《花落春猶在》
- 1985年台視《最難忘的人》
- 1985年台視《儂本多情》
- 1986年台視《新絕代雙驕》飾邀月宮主
- 1986年台視《俠遊雲天》
- 1986年台視《火鳳凰》
- 1987年台視《玫瑰人生》飾羅家珮
- 1987年台視《还君明珠》飾秦天娜
- 1988年台視《風雲人物》
- 1988年台視《紫色的夢》飾葉依玲
- 1988年中視《王昭君》飾皇后
- 1988年中視《陳圓圓》飾孝莊皇太后
- 1989年中視《風雲時代》飾葉翠芬
- 1992年中視《廈門新娘》飾廖桂英
- 1993年中視《嫁妝一卡車》飾林美娟

## 其他作品
- 舞台劇《紅樓夢》飾薛寶釵

## 畫展
- “張富美畫展序”
- “十全十美藝術聯展”
- “富美宠物艺术展”（Fu Mei's Pet Art）
- “張富美——最愛系列”（Favorite series）
- “旅美台灣藝術家聯展”（Five Chinese American Artists Exhibition）
- 張富美-中國名犬 VS 上古神獸（Chinese thoroughbred dogs VS Chinese ancient spiritual beasts）
- “甘肅蘭州畫展*藝韻絕色美展”
- “張富美——雙喜臨門”油畫展
- “十全十美中悅八京「巨星連袂藝術特展」”
- “張富美～中西方喜悅福旺”油畫展
- “旺年之交在福容——張富美～狗年旺福金安”油畫藝術個展
- “張富美——旺旺灑歡草原奔騰系列”油畫藝術展
- “台北展汪——張富美油畫個展”
- “張富美——99狗狗節油畫個展”